# 1,4-Динитробензол
1,4-Динитробензо́л (пара-динитробензо́л) — один из трёх изомеров динитробензола, в котором нитрогруппы, соединённые с бензольным кольцом, расположены через два атома углерода (в первом и четвёртом положении). Ярко-жёлтое кристаллическое вещество. Не растворимо в воде, хорошо растворимо в этаноле и ацетоне.

## Получение
Получают из п-нитроанилина:
- реакцией диазотирования с последующим замещением диазогруппы под действием нитрита натрия в присутствии меди[2][3] или смеси оксидов меди в качестве катализатора[4];
- прямым окислением аминогруппы до нитрогруппы персульфатом аммония[5],
- окислением аминогруппы до нитрозогруппы мононадсерной кислотой с последующим дополнительным окислением полученного п-нитрозонитробензола азотной кислотой[6].

## Применение
Динитробензол применяется в изготовлении красителей, фармацевтических препаратов, взрывчатых веществ и в органическом синтезе:[12].

## Окружающая среда
Является загрязнителем сточных вод на производствах взрывчатых веществ, а также вблизи использующих их полигонов:[12].